# تعذر البلع
تعذر البلع (بالإنجليزية: aphagia)‏، هو عدم القدرة على البلع أو رفض البلع. قد تكون حالة تعذر البلع مؤقتة أو طويلة الأجل، اعتمادًا على العضو المصاب. تعتبر حالة عسر بلع شديدة قد تهدد الحياة. اعتمادًا على السبب، قد يتطور عسر البلع غير المعالج إلى حالة تعذر البلع.

## تصنيف

### سلوك تعذر البلع

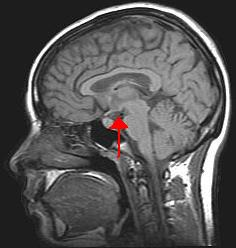
يشير السهم إلى منطقة ما تحت المهاد في الدماغ البشري

نتجت التصنيفات السلوكية التالية من بعض الدراسات التي تم اجراؤها على الفئران، حيث تظهر فيها الآفات في منطقة ما تحت المهاد الجانبي في المخ.
1. تعذر البلع السلبي: لن يستجيب الإنسان المصاب بتعذر البلع للطعام إذا تم تقديمه. ومع ذلك، إذا تم إدخال الطعام في الفم، فسيمضغه المصاب.
2. تعذر البلع الفعال: تعذر البلع الفعال هو رفض كامل للغذاء. سوف يقوم المصاب بدفع الطعام أو تحريك رأسه بعيدًا عنه. يمكن للمرء أولاً أخذ عينات من الطعام عن طريق الشم أو التذوق، ثم يبصق أي شيء في الفم. بعد ذلك سوف يظهر المصاب صدٌا كاملاً للطعام. يتعامل المصاب مع الطعام كما لو أنه مرير أو فاسد.
3. تعذر البلع المختلط: عند تناوله للطعام، لا يتفاعل المصاب في البداية بشكل إيجابي أو سلبي. ومع ذلك، عندما يتم وضع الطعام في الفم، فإن المصاب يظهر تعذر البلع الفعال، ويبصق الطعام ويرفض تناول الطعام بعد ذلك.[3]

تشير هذه الدراسات إلى وظيفة ما تحت المهاد في تنظيم تناول الطعام . أظهر الإنسان في هذه الدراسة أيضًا عدة أنواع أخرى من سلوك الاكل : «الأكل الضعيف»، حيث يقترب المصاب ببطء ويمضغ ويبتلع كميات صغيرة يمكن ملاحظتها من الطعام لفترة قصيرة؛ «الأكل الجيد»، حيث يصل الإنسان بشكل طبيعي إلى الطعام ويأكل بثقة؛ و «الأكل النشط»، حيث يصل المصاب إلى الطعام بشراهة ويلتهمه. في هذه الحالات، سيكون هناك ضرر بسيط أو معدوم في منطقة ما تحت المهاد الجانبي.
تعذر البلع غير مصنف تحت حالة تعذر البلع السلوكية عادة ما يكون له سبب بنائي، راجع الأسباب.

## الأسباب
تعذر البلع عادة ما يكون نتيجة العديد من الأمراض المختلفة وكذلك العلاجات الطبية المختلفة. الأشياء الأكثر شيوعًا التي يمكن أن تؤدي إلى تعذر البلع هي:
- سرطان المريء - هناك نوعان من سرطان المريء. سرطان الخلايا الحرشفية وسرطان الغدية. هذه الأورام السرطانية قد تؤدي إلى عدم القدرة على البلع.[4]
- شبكات المريء - أغشية رقيقة تقع في المريء. وهي تشوهات يمكن أن تسبب انقباضات داخل المريء.
- لقمة هستيرية - معروفة باسم كتل في الحلق [5]
- الوهن العضلي الوبيل - يُعتقد أن الغدة الدرقية ضرورية لحذف الخلايا التائية ذاتية التفاعل، ويبدو أن لها دورًا مهمًا في التسبب في مرض الوهن العضالوجهيلي الوبيل. في المرضى عادة ما تكون الغدة الدرقية متضخمة، وتحتوي على العديد من المراكز الجرثومية التي تضم خلايا T و B مشابهة لتلك التي تظهر في الغدد الليمفاوية. الورم في الغدة الزعترية مرض مرتبط عادة بطبيعته الطلائية [6]
- الضمور العضلي الوجهي الكتفي العضدي - على الرغم من عدم وجود علاقة واضحة بين الضمور العضلي الوجهي الكتفي العضدي والبلعوم والعضلات المريئية العليا. كان هناك خلل اساسي بسيط وغير محدد في المريء، كما شوهد في دراسة عام 2008 أجراها جورج باتريك شتوبن.[7]
- التصلب المتعدد - قد يؤدي إلى خلل في المريء [8]
- العلاج الكيميائي: الإشعاع الناتج عن علاج السرطان قد يسبب تضيق في الحلق مما يؤدي إلى عدم القدرة على البلع.
- السكتة الدماغية: مشاكل البلع يمكن أن تسبب لمرضى السكتة الدماغية إلى خلل في ادخال الطعام أو السوائل إلى الرئتين مما قد يؤدي إلى الاختناق وقد تسبب الالتهاب الرئوي في الغالب عند كبار السن.
- مرض الباركنسون أو الرعاش: آلية اضطراب البلع عند مرضى الباركنسون قد تكون ذات صلة مع اضطرابات الجهاز الهضمي اللاإرادي. الأعراض الأساسية لمرضى الباركنسون: الرعشة، بطء الحركة، والصلابة هي المسؤولة في البداية عن البلع، والتي لوحظت بشكل رئيسي في المراحل المتقدمة من المرض.
- يمكن أن يؤدي تلف تحت المهاد الجانبي أيضًا إلى تعذر البلع، كما رأينا في دراسة عام 1978 التي أجراها تيموثي شالرت وإيان ويشو.[2]
- هنالك بعض الأسباب الأخرى مثل: الاكتئاب، أمراض العمود الفقري العنقي واضطرابات المحادثة.

من المهم أن نلاحظ أن كل هذه الأسباب (ما عدا سبب ضرر غدة ما تحت المهاد الجانبي) هي أسباب غير مباشرة لتعذر البلع.

## التشخيص
- ابتلاع الباريوم المعدل - التنظير بالفيديو (التنظير الفلوري). فيديو جانبي لأشعة السينية توفر معلومات هادفة عن نقل الطعام الذي تم بلعه، تماسكه، ووضع الرأس المحتمل الذي قد يسهل وظيفة البلع اعتمادًا على تشريح وفسيولوجيا كل فرد.
- تنظير المريء - إجراء تنظير داخلي تشخيصي يصور الجزء العلوي من الجهاز الهضمي.
- دراسة حركية المريء - اختبار لتقييم الوظيفة الحركية لصمام المريء العلوي والسفلي وكذلك جسم المريء.

## العلاج والتقنيات التعويضية
أثناء علاج تعذر البلع (أو عسر البلع)، من المهم توفير التغذية الكافية والماء. إذا كان الشخص غير قادر على تحمل نظام غذائي منتظم، يمكن النظر إلى تعديل النظام الغذائي ووسائل التغذية البديلة. وتشمل السوائل الكثيفة (التسلسل الهرمي المثالي للسماكة نكتار / شراب، العسل، والبودنغ) أو عن طريق تغيير طبيعة الأطعمة الصلبة لتقليل الكمية المطلوبة من المضغ اللازمة أو لتقليل أعراض عسر البلع الفموي. قد تكون هناك حاجة أيضًا إلى وسائل بديلة للتغذية في الحالات الشديدة (على سبيل المثال عندما يُعتبر الشخص بحالة صوم وليس من الآمن تناول أي شيء فموياٌ). في هذه الحالات، قد يتم استخدام تنبيب انفي معدي أو تفميم المعدة عن طريق الجلد. قد تشمل التدابير التعويضية الأخرى تقليل حجم الطعام الذي يتم بلعه (عضات / رشفات صغيرة) أو استراتيجيات وضعية (مثل شد الذقن، واستدارة الرأس إلى جانب أو آخر). أخصائي علم أمراض النطق واللغة هو أحد المحترفين الذي يقوم بتقييم وعلاج تعذر البلع وعسر البلع ويمكنه التوصية بهذه الاستراتيجيات اعتمادًا على مسببات العجز وموقع التعطل داخل آلية البلع. يأتي العلاج الحقيقي لتعذر البلع / عسر البلع من إعادة التثقيف العصبي العضلي وتقوية / التنسيق في معظم الحالات. يمكن تحقيق ذلك من خلال استخدام تمارين تقوية البلعوم، والتحفيز الحراري لمحفز البلع والتمارين الحركية عن طريق الفم. في بعض الحالات، يكون من المناسب أيضًا إكمال التمارين العلاجية بالتزامن مع التحفيز الكهربائي العصبي العضلي الذي يستخدم تيارات كهربائية منخفضة المستوى لاستهداف ألياف العضلات من مصدر خارجي (أقطاب كهربائية موضوعة على سطح الجلد في أماكن إستراتيجية لاستهدافها العضلات والأعصاب اللازمة أثناء عملية البلع).